# Sint-Pieters-Banden en Sint-Berlindiskerk (Grotenberge)
De Sint-Pieters-Banden en Sint-Berlindiskerk van Grotenberge (Zottegem) is een neogotische pseudo-hallenkerk en een kopie van de Sint-Laurentiuskerk te Poesele die in 1851-1852 was gebouwd. De oudst gekende vermelding van een parochiekerk in Grotenberge dateert van 1235. De Sint-Pieters-Bandenkerk, stond toen aan de Kerkhoek, ter hoogte van het huidige kerkhof aan de Grotenbergestraat. Aan de Dries, namelijk aan de hoek van de huidige Grot- met Parkstraat, werd een nieuwe parochiekerk gebouwd, gewijd aan Sint-Berlindis. De kerk in Grotenberge werd gebouwd tussen 1848 en 1855 naar een ontwerp van Jan-August Clarisse. De bouw ging gepaard met een herlokalisering van de dorpskern. Tegenover de kerk bevindt zich het nu als landschap beschermd park 'Domein Breivelde' met landhuis, dat toen eigendom was van August De Rouck (1805-1881), een van de belangrijkste financiers van de bouwwerken. In de kerk bevindt zich een orgel van Leo Lovaert uit 1855. De kerk is sinds 2004 als monument beschermd, het orgel en het interieur waren dat al sinds 1980.